# Droga krajowa nr 67 (Węgry)
Droga krajowa nr 67 (węg. 67-es főút) – droga krajowa przebiegająca przez obszar komitatów Baranya i Somogy, w południowo-zachodnich Węgrzech. Długość drogi wynosi 90 km. Przebieg: 
- Szigetvár – skrzyżowanie z 6
- Kaposvár – skrzyżowanie z 610 i z 61
- Balatonlelle – skrzyżowanie z M7 (węzeł Balatonlelle-Balatonszemes-Kaposvár)

## Muzyczna droga
W 2019 roku w ciągu ekspresowego odcinka (R67) oddano do użytku pierwszą na Węgrzech „muzyczną drogę” (węg. Zenélő út). Na 61. kilometrze trasy na jezdni w kierunku Kaposvár znajduje się 500-metrowy odcinek, na którym umieszczono linie wibracyjne – przejeżdżając przez nie z prędkością 80 km/h można usłyszeć fragment melodii piosenki A 67-es út węgierskiego zespołu Republic.